# Antonella Bellutti
Antonella Bellutti (Bolzano, 7 de noviembre de 1968) es una deportista italiana que compitió en ciclismo en la modalidad de pista, especialista en las pruebas de persecución individual y puntuación; aunque también compitió en el deporte invernal de bobsleigh.
Participó en dos Juegos Olímpicos de Verano, obteniendo una medalla de oro en cada edición: en Atlanta 1996 en la prueba de persecución individual y en Sídney 2000 en la carrera por puntos.
Ganó dos medallas en el Campeonato Mundial de Ciclismo en Pista, plata en 1995 y bronce en 1996, y dos medallas en el Campeonato Europeo de Ciclismo en Pista, oro en 1997 y plata en 1999.

## Medallero internacional
| Juegos Olímpicos   | Juegos Olímpicos         | Juegos Olímpicos  | Juegos Olímpicos       |
| Año                | Lugar                    | Medalla           | Competición            |
| ------------------ | ------------------------ | ----------------- | ---------------------- |
| 1996               | Atlanta (Estados Unidos) | Medalla de oro    | Persecución individual |
| 2000               | Sídney (Australia)       | Medalla de oro    | Puntuación             |
| Campeonato Mundial |                          |                   |                        |
| Año                | Lugar                    | Medalla           | Competición            |
| 1995               | Bogotá (Colombia)        | Medalla de plata  | Persecución individual |
| 1996               | Mánchester (Reino Unido) | Medalla de bronce | Persecución individual |
| Campeonato Europeo |                          |                   |                        |
| Año                | Lugar                    | Medalla           | Competición            |
| 1997               | Berlín (Alemania)        | Medalla de oro    | Ómnium                 |
| 1999               | Dalmine (Italia)         | Medalla de plata  | Ómnium                 |

1. 1 2  Campeonato Europeo realizado sólo para la disciplina de ómnium.

## Palmarés en pista
- 1994
  - Campeona de Italia en Persecución
- 1995
  - Campeona de Italia en Persecución 
  - Campeona de Italia en 500 m.
- 1996
  - Medalla de oro a los Juegos Olímpicos de 1996 en Persecución 
  - Campeona de Italia en Persecución 
  - Campeona de Italia en 500 m.
- 1997
  - Campeona de Europa en Òmnium Endurance
  - Campeona de Italia en Persecución 
  - Campeona de Italia en 500 m. 
  - Campeona de Italia en Puntuación 
  - Campeona de Italia en Velocidad
- 1998
  - Campeona de Italia en Persecución 
  - Campeona de Italia en 500 m.
- 1999
  - Campeona de Italia en 500 m. 
  - Campeona de Italia en Puntuación
- 2000
  - Medalla de oro a los Juegos Olímpicos del 2000 en Puntuación 
  - Campeona de Italia en Persecución 
  - Campeona de Italia en 500 m. 
  - Campeona de Italia en Velocidad

### Resultados a laCopa del Mundo
- 1995
  - 1.ª en Mánchester, en Persecución
- 1996
  - 1.ª en Cali y Atenas, en Persecución
  - 1.ª en Cali, en 500 m.
- 1997
  - 1.ª en Cali, Fiorenzuola de Arda, Quartu Santo'Elena y Adelaida en Persecución
  - 1.ª en Cali, Quartu Santo'Elena y Atenas en Puntuación
- 1998
  - 1.ª en Cali, en Puntuación
  - 1.ª en Cali, en Persecución
- 1999
  - 1.ª en la Clasificación general, en Puntuación
- 2000
  - 1.ª en la Clasificación general y a la prueba de Ciudad de México, en Persecución
  - 1.ª en la Clasificación general, en Puntuación

## Palmarés en ruta
- 1997
  - Vencedora de una etapa en el Giro del Trento
- 1998
  - Vencedora de una etapa en el Giro del Trento
  - Vencedora de una etapa en el Giro de Toscana-Memorial Michela Fanini